# 未成年者控除
未成年者控除（みせいねんしゃこうじょ）とは、未成年者である相続人に認められる相続税に関する控除制度をいう。

## 相続税
相続税で認められる未成年者の税額控除。未成年者である納税者が法定相続人に該当する場合に一定額が相続税額から控除できる。日本国内に住所を有し、18歳（2022年3月以前の相続は20歳）未満という年齢制限などがある。（相法19条の3）
控除額（18歳に達するまでの年数1年につき）：　10万円（2014年以前の相続は6万円）
　　※　控除不足額がある場合や過去に控除を受けている場合は、控除額の特例がある。